# Thalassoma rueppellii
Thalassoma rueppellii är en fiskart som först beskrevs av Klunzinger, 1871.  Thalassoma rueppellii ingår i släktet Thalassoma och familjen läppfiskar. IUCN kategoriserar arten globalt som livskraftig. Inga underarter finns listade i Catalogue of Life.